# Gojmir Anton Kos
Gojmir Anton Kos, né le 24 janvier 1896 à Goritz, alors en Autriche-Hongrie, aujourd'hui en Italie et mort le 22 mai 1970 à Ljubljana, est un peintre, photographe et enseignant yougoslave.

## Œuvres
Gojmir Anton Kos peignait principalement des paysages, des portraits, des scènes inspirées de l'histoire de la Slovénie et des natures mortes. Il remporte le prix Prešeren à deux reprises : grâce à sa peinture à l'huile Dekle s harmoniko (« Fille avec un accordéon ») en 1947 et en 1950 grâce à Avtoportret (« Autoportrait »).
Kos s'est également intéressé à la photographie. Il a organisé la première exposition photographique à Ljubljana.

## Source
- (en) Cet article est partiellement ou en totalité issu de l’article de Wikipédia en anglais intitulé « Gojmir Anton Kos » (voir la liste des auteurs).